# Munk (adelsätter)
Munk är ett namn som bars av ett flertal danska adelssläkter med skilda vapen, vilka är kända från 1300-talet. 
Den mest framträdande av olika släkterna var släkten Munk af Lange som bar tre röda rosor i vapenskölden. Den sist kända medlemmen på svärdssidan är Jörgen Munk (Lange), till Haraldskjär. Övriga viktigare släkter var Munk med bjälke, Munk af Kovstrup, Munk af Fjællebro och Munk från Halland.

## Munk från Halland
Under 1500-talet påträffas den första släktmedlemmen Niels Munk, Munk (af Halland), som verkar ha tillhört en gammal adelssläkt. Hans son Jens Munk från Halland var bosatt 1506 på Skoglösa gård i Önnestad, Göinge härad, men ser ut att ha skött ett gods i Halland.
Adelskapet verkar senare ha gått förlorat eftersom konungen utfärdar ett sköldebrev den 11 augusti 1580 till Erik Munk till Hjörne  på grund av tapperhet då han tagit en framträdande roll i det nordiska sjuårskriget.
Vapen
Blasonering: Guldsparre mellan 3 röda tuppar på en blå sköld, på hjälmen en röd tupp mellan två horn växelvis delade i rött och guld.
Erik Munk fick godset Nunnesæter med stora förläningar i Norge, där han blev avskydd bland allmogen på grund av sin hänsynslösa framfart. Klagomålen ledde till hans fängslande i Dragsholm, där han hängde sig 1594. I två äktenskap hade han fått fyra söner, av vilken särskiltnordpolsfararen Jens Munk (1579–1628) utmärkte sig. Hans ättlingar räknades inte som adelsmän, men levde till och med i slutet av 1700-talet, som borgare i Köpenhamn.
Ättens sista adliga medlem var Erik Munk av Halland som var död 1594 i Dragsholms kastel i Fårevejle socken.

## Medlemmar ur släkten
- Christen Hansen Munk (död 1579) till Tåbdrup
- Christen Nielsen Munk (död 1612) till Gjessinggård
- Ebbe Munk (1551–1622) till Fjällebro
- Erik Nielsen Munk (ca. 1594)
- Hans Munk (1770–1848) – läkare
- Ide Munk (ca. 1586)
- Iver Munk (död 1539) – biskop i Ribe Stift
- Jens Munk (1579–1628) – upptäcktsresande
- Jørgen Munk (ca. 1577)
- Kirsten Munk (1698–1658) – morganatiskt äktenskap med Christian IV
- Laurids Munk (död 1702) – officerare
- Ludvig Munk (1537–1602) till Nörlund Slott
- Mogens Pedersen Munk (död 1410) – riksråd
- Mogens Olufsen Munk (död 1558) till Volstrup, landsdomare, riksråd
- Niels Jensen Munk (död ca. 1365) – kansler
- Oluf Munk (död 1569) – biskop, riksråd
- Palne Jensen Munk (död ca. 1365) – marsk
- Peder Munk (ca. 1340) – till Holbækgård på Jylland
- Peder Munk (1534–1623) – till Estvadgård, riksmarsk
- Nicklas Alexander Munk González (född 2002) - dansk baron
- Thyge Munk Thygesen (1862-1943) - Hyresvärd